# 桜ヶ丘カントリークラブ
桜ヶ丘カントリークラブ（さくらがおかカントリークラブ）は、東京都多摩市連光寺に広がるゴルフ場である。

## 概要
桜ヶ丘カントリークラブは、1960年（昭和35年）8月1日、京王帝都電鉄株式会社を母体とした「京王レクリエーション株式会社」によって開場され運営が行われている。ゴルフコースの設計は赤星四郎が行い、施工は大成建設株式会社が行った。都心から近い多摩丘陵の一角に位置し、多摩川に沿った緑あふれる丘陵コースである。コースは、素材の地形を上手く生かしたアンジュレーションがあるため、戦略的な多彩な攻め方を求められる。

## 所在地
〒206-0021 東京都多摩市連光寺2985番地

## コース情報
- 開場日 - 1960年8月1日
- 設計者 - 赤星 四郎
- 面積 - 720,000m2（約21.7万坪）
- コースタイプ - 丘陵コース
- コース - 18ホールズ、パー72、6,712ヤード、コースレート72.0
- グリーン - 2グリーン、ニューベント
- フェアウエイ - コーライ
- ラフ - ノシバ
- ハザード - バンカー54、池が絡むホール2
- プレースタイル - 乗用カート(5人乗り)全組キャディ付き
- 練習場 - 20打席 250ヤード
- 休場日 - 毎週月曜日、12月31日、1月1日・2日（月曜日が休日の場合は後日に振替） [1][3]

## クラブ情報
- ハウス面積 - 4,741m2（1,434.1坪）
- ハウス設計 - 大成建設株式会社
- ハウス施工 - 大成建設株式会社[4][5]

## ギャラリー
- コース - 「桜ヶ丘カントリークラブ」、ゴルフコース
- ハウス - 「桜ヶ丘カントリークラブ」、クラブハウス

## 交通アクセス
鉄道
- 京王線 - 聖蹟桜ヶ丘駅よりクラブバス利用 約10分
- JR東日本（南武線・武蔵野線） - 府中本町駅よりタクシー利用 約20分
- 南武線 - 南多摩駅よりタクシー利用 約10分
- 小田急多摩線 - 小田急永山駅よりタクシー利用 約15分

道路
- 中央高速道路 - 稲城ICより km 約分、国立府中ICより 約15分
- 東名高速道路 - 東名川崎ICより 約20分[6]

## 関連文献
- 『月刊ゴルフマネジメント』、「ゴルフ倶楽部を考える(215)京王電鉄による桜ケ丘カントリークラブの創設」、井上勝純著、東京 一季出版、2004年3月、2020年7月6日閲覧
- 『ゴルフ場ガイド 東版』2006-2007、「桜ヶ丘カントリークラブ（東京都）」、東京 ゴルフダイジェスト社、2006年5月、2020年7月6日閲覧
- 『美しい日本のゴルフコース BEAUTIFUL GOLF CULTURE IN JAPAN 日本のゴルフ110年記念 ゴルフは日本の新しい伝統文化である』、ゴルフダイジェスト社、「美しい日本のゴルフコース」編纂委員会編、東京 ゴルフダイジェスト社、2013年12月、2020年7月6日閲覧
- 『ゴルフ場セミナー』、「GOURMET RESTAURANT(207)メンバーの好みを把握し先回りしたサービスを 桜ヶ丘カントリークラブ」、田中智之・佐藤和宏・遠藤克典著、東京 ゴルフダイジェスト社、2016年4月、2020年7月6日閲覧